# Wustrower Dumme
La Wustrower Dumme est une rivière allemande d'une longueur de 26 km qui coule dans les Länder de Saxe-Anhalt et de Basse-Saxe. Elle est un affluent de la Jeetzel et donc un sous-affluent de l'Elbe.

## Traduction
- (de) Cet article est partiellement ou en totalité issu de l’article de Wikipédia en allemand intitulé « Wustrower Dumme » (voir la liste des auteurs).